# Cäsar Olearius
Cäsar Theodor Richard Olearius, ab 1900 von Olearius (* 8. Januar 1821 in Breslau; † 26. November 1901 in Reichenbach) war ein deutscher Politiker und Landrat.

## Leben
Seine Eltern waren der Apotheker Friedrich Wilhelm Julius Olearius (* 4. April 1782; † 30. Juli 1850) und 1812 Julie Florentine Charlotte Kroeber (* 27. Mai 1794; † 26. Mai 1881).
Olearius studierte um 1840 in Breslau Rechtswissenschaft und wurde Mitglied des Corps Silesia. Er wechselte an die Rheinische Friedrich-Wilhelms-Universität und wurde 1842 Mitglied des Corps Borussia Bonn. Nach dem Studium war er zunächst Polizeiverwalter in Langenbielau, Niederschlesien. Über 46 Jahre, von 1851 bis 1897, war er Landrat im Kreis Reichenbach. Außerdem war er Mitglied des Preußischen Abgeordnetenhauses und Kgl. Geheimer Regierungsrat. Er wurde am 15. Januar 1900 von Wilhelm II. als König von Preußen nobilitiert.

## Familie
Er heiratete am 6. September 1854 Rosa Hayn (* 1834; † 1898), Tochter des Kommerzienrats, Buchhändlers und Druckereibesitzers Adolf Hayn. Aus der Ehe gingen ein Sohn und vier Töchter hervor.
- Anna-Marie Julie Adolfine (* 18. Oktober 1855) ⚭ 1876 Karl Adolf Ludwig Woldemar Rochus von Rochow (* 1844; † 1912), preußischer Oberst, Rechtsritter d. Johanniterordens[6]
- Viktoria Rosa Adele (* 14. Dezember 1857) ⚭ 1878 Rudolf August ''Hans'' Rochus von Rochow (* 1843; † 1919), Herr auf Gut und Schloss Reckahn (Zauche / Brandenburg)
- Maria Magdalena Elisabeth (* 22. April 1859; † 3. Mai 1941) ⚭ 1882 Curt von Pavel (* 19. Mai 1851; † 17. Januar 1933), General der Infanterie
- Adele Rosa Viktoria (* 28. Juli 1861) ⚭ 1885 Gustav Freytag, Staatsanwalt in Hildesheim
- Friedrich Wilhelm Adam Johannes Rüdiger (* 17. März 1864), Hauptmann ⚭ 1894 Valerie Toni Helene Hedwig von Radonitz-Belgrad (* 14. Mai 1873)